# 1159 en santé et médecine
| Années de la santé et de la médecine : 1156 - 1157 - 1158 - 1159 - 1160 - 1161 - 1162    |
| Décennies de la santé et de la médecine : 1120 - 1130 - 1140 - 1150 - 1160 - 1170 - 1180 |

Cet article présente les faits marquants de l'année 1159 en santé et médecine.

## Fondations
- Probablement au début de 1159 : fondation, par le roi Henri II, de l'hospice ou prieuré de Hornchurch, dans le comté d'Essex, seule dépendance en Angleterre de l'hospice savoyard Saint-Nicolas et Saint-Bernard de Montjoux [1].
- 1156-1159 : fondation à Prague par le roi Vladislav Ier, d'un hôpital confié aux frères de Saint-Jean de Jérusalem, premier établissement géré par leur ordre en Bohême[2].

## Personnalités
- Fl. Guillaume, médecin à la cour de Pierre Ier, évêque de Marseille[3].
- Fl. Pierre, médecin à Montpellier, sans doute le même qui est témoin d'un acte de Raimbaut d'Orange en 1161[4].
- Fl. Simon, médecin, témoin à Saint-Omer d'un donation de Philippe d'Alsace, futur comte de Flandre, au monastère de Saint-Bertin[4].
- 1155-1159 : fl. Bremond, l'un des « deux premiers médecins narbonnais connus [avec Raoul (1171-1219)], l'un et l'autre parmi les plus proches d'Ermengarde, vicomtesse de Narbonne[5] ».

- Vers 1159-1160 : fl. Fortius, qui enseignerait la médecine à Montpellier[3].

- 1159-1166 : fl. Anselme, médecin qui figure dans des chartes concernant l'abbaye de Bonnevaux, peut-être le même que le « maître Anselme » qui est cité en 1197 dans un acte de Lambert d'Allevard, évêque de Maurienne[6].